# Albota de Sus
Albota de Sus è un comune della Moldavia situato nel distretto di Taraclia di 2.307 abitanti al censimento del 2004.

## Località
Il comune è formato dall'insieme delle seguenti località (popolazione 2004):
- Albota de Sus (1.333 abitanti)
- Roşiţa (144 abitanti)
- Sofievca (830 abitanti)